# Swing Kids (film)
Pour les articles homonymes, voir Swing Kids.
Pour plus de détails, voir Fiche technique et Distribution.
Swing Kids est un film américain réalisé par Thomas Carter, sorti en 1993.

## Synopsis
À Hambourg en 1939, l'Allemagne nazie entre en guerre et recrute parmi la jeunesse allemande. Mais un groupe de jeunes, bientôt surnommés « Jeunesse Swing » (Swingjugend), se rebelle par le biais d'une musique rythmée venue des États-Unis et ose s'opposer aux puissantes autorités qui les entourent. Peter et Thomas, deux Swing Kids talentueux et influents, après un vol de radio vont devoir s'engager dans les jeunesses hitlériennes et choisir entre leur propre liberté ou la loyauté au Troisième Reich.
Cette histoire se fonde sur l'existence réelle de groupes de jeunes fans de jazz, principalement à Hambourg et à Berlin, sous le IIIe Reich. Surnommés « Jeunesse Swing », ils feront l'objet d'une surveillance particulière par le régime et nombre d'entre eux seront envoyés vers des camps de « rééducation de la jeunesse » (Jugendschutzlager), des camps de concentration, ou même parfois sur le front de combat.

## Fiche technique
- Titre : Swing Kids
- Réalisation : Thomas Carter
- Scénario : Jonathan Marc Feldman
- Musique : James Horner
- Photographie : Jerzy Zielinski
- Montage : Michael R. Miller
- Production : Mark Gordon & John Bard Manulis
- Société de production : Hollywood Pictures
- Société de distribution : Buena Vista Pictures
- Pays d'origine :  États-Unis
- Langue originale : anglais
- Format : couleur - Dolby - 35 mm - 1.85:1
- Genre : drame, musical, guerre
- Durée version cinéma : 100 min
- Durée DVD : 114 min
- Dates de sortie :
  - France : 21 juillet 1993

## Distribution
- Robert Sean Leonard (VF : Emmanuel Curtil) : Peter Müller
- Christian Bale (VF : Emmanuel Karsen) : Thomas Berger
- Frank Whaley (VF : Bernard Gabay) : Arvid
- Kenneth Branagh : Herr Knopp (non crédité)
- Barbara Hershey (VF : Françoise Dorner) : Frau Müller
- Julia Stemberger : Frau Linge
- David Tom : Willi Müller
- Tushka Bergen : Evey
- Noah Wyle : Emil Lutz
- Jayce Bartok : Otto
- Jessica Hynes : Helga
- Johan Leysen (VF : Georges Berthomieu) : Herr Schumler
- David Robb (VF : Jean-Luc Kayser) : Dr Dietrich Berger
- Carl Brincat : le voyou des jeunesses hitlériennes
- Ciaran Madden : Frau Berger
- Douglas Roberts : Herr Hinz
- John Streitburger (VF : Jean-Pierre Leroux) : Dr Keppler
- Hana Cizkova : Frau Keppler
- Mary Fogarty : Mama Klara Müller

Source et légende : Version française (VF) sur Forum Doublage Francophone.

## Anecdotes
- Premier film pour le réalisateur Thomas Carter et l'actrice Jessica Hynes.
- Robert Sean Leonard et Kenneth Branagh se retrouvent la même année dans le film Beaucoup de bruit pour rien film réalisé par ce dernier.
- Ethan Hawke a refusé le rôle de Peter Müller.

## Distinctions
Un American Choreography Award (en) à Otis Sallid pour ses chorégraphies du film.
Aux Young Artist Awards 1994, le film est nommé comme meilleur casting jeune dans un film pour Robert Sean Leonard, Christian Bale, David Tom et Frank Whaley.

## Chansons du film
- Life Goes To a party, Harry James et Benny Goodman
- Jumpin at the woodside, Count Basie
- Shout and feel it, Count Basie
- It don't mean a thing (If it aint got that swing), écrit par Duke Ellington et Irving Mills, interprété par Billy Banks (en)
- Taint what you do (It's the way that cha do it), écrit par Sy Oliver et James Young, interprété par Jimmie Lunceford et son orchestre.
- Polka Parade, Chris Boardman
- Harlem, écrit par Eddie Carroll, interprété par Teddy Foster
- Militarmarsch, G. Trede
- Zum Volksfest, P. Larare
- Swingtime in the rockies, écrit par James Mundy (en) et Benny Goodman, interprété par Benny Goodman
- Sing, sing, sing (With a sing), Louis Prima, interprété par Benny Goodman
- Flat foot floogee, écrit par Slim Gaillard, Bud Green (en) et Slam Stewart, interprété par Benny Goodman
- Daphne (Manoir de mes rêves), Django Reinhardt
- Beethoven's Piano Trio in B flat major, OP 97, Archiduke interprété par Alfred Cortot, Jacques Thibaud et Pablo Casals
- Ouverture : Tristant and Isolde, Richard Wagner
- Goodnight, my love, écrit par Mack Gordon (en) et Harry Revel, interprété par Benny Goodman
- Bei mir bist du schön (To Me You're Beautiful), écrit par Sammy Cahn, Saul Chaplin, Jacobs Jacobs et Sholom Secunda, interprété par Janis Siegel (en)

## Avis et commentaires
- Christian Bale, comédien (Thomas Berger dans le film) : "Swing Kids est aussi, et surtout, un film sur l'amitié. Peter et Thomas font des choix divergents qui vont progressivement les éloigner l'un de l'autre. Thomas ne résiste pas à la séduction des Jeunesses hitlériennes, il se laisse corrompre par l'idéologie du Parti et devient un rouage de la machine nazie. Mais l'amitié qui le lie à Peter finira par triompher." [3]
- Robert Sean Leonard, comédien (Peter Muller dans le film) : "Swing Kids commence en 1939, avant l'invasion de la Tchécoslovaquie et de la Pologne. Peter, comme beaucoup de jeunes, n'a pas une conscience politique aiguë, bien qu'il devine ce qui se passe dans le pays. Il est partagé entre le swing, qui lui permet de s'"éclater", et la fierté de servir sa patrie en se soumettant. Ces deux tentations sont également puissantes et c'est seulement après avoir découvert la vraie nature du nazisme que Peter fera le choix qui s'impose." [3]
- Jonathan Marc Feldman (scénariste du film) : "Une rébellion juvénile peut-elle déboucher sur une révolte authentique ? Telle est la question que je me suis posée en apprenant l'existence de ce mouvement contestataire, né sous le régime nazi, et qu'on appela la "Jeunesse Swing" (Swingjugend). Ces jeunes m'apparurent comme le symbole de la force de l'esprit humain : si une révolte a pu s'exprimer dans un contexte aussi oppressant, tous les espoirs ne sont-ils pas permis ?" [3]
- "Il est regrettable qu'un tel sujet soit traité avec si peu d'imagination et d'originalité. La mise en scène de Swing Kids est l'exemple frappant d'un certain standard américain, qui allie propreté et classicisme dans l'image et la direction d'acteur, et absence totale de prise de risque dans le choix du scénario et de l'angle choisi pour traiter le sujet. Ici, les "Swing Kids" sont les bons : ils sont beaux, propres sur eux, dansent bien et ne jurent, bien sûr, que par la culture américaine. Tout le contraire des méchants "J4" cruels et stupides, en fait très européens… Mais l'intérêt du film ne se limite pas à ce piètre débat historique, il réside plutôt dans la qualité de ses passages musicaux et dansants. Là, le swing emporte tout et ne laisse qu'un seul regret : la rareté de ces moments." [4]